# Diocesi di Cefa
La diocesi di Cefa (in latino Dioecesis Cephasena) è una sede soppressa e sede titolare della Chiesa cattolica.

## Storia
Cefa, situata sul fiume Tigri nel Tur Abdin, è un'antica sede episcopale della provincia romana della Mesopotamia nella diocesi civile d'Oriente. Faceva parte del patriarcato di Antiochia ed era suffraganea dell'arcidiocesi di Amida, come attestato da una Notitia episcopatuum del VI secolo.
Sono due i vescovi noti di questa antica sede episcopale. Il primo, Beniamino, è menzionato nella biografia di Giacomo l'Egiziano, esiliato in questa regione durante le persecuzioni all'epoca di Flavio Claudio Giuliano, nella seconda metà del IV secolo. Il secondo vescovo è Noé, che prese parte al concilio di Calcedonia del 451 e che sottoscrisse la lettera dei vescovi greci all'imperatore Leone (458) in seguito all'uccisione del patriarca alessandrino Proterio.
Nei secoli successivi la diocesi ebbe anche dei vescovi giacobiti.
Dal 1933 Cefa è annoverata tra le sedi vescovili titolari della Chiesa cattolica; la sede è vacante dal 5 maggio 1974.

## Cronotassi

### Vescovi greci
- Beniamino † (all'epoca di Flavio Claudio Giuliano)
- Noé † (prima del 451 - dopo il 458)[3]

### Vescovi titolari
- Jules Georges Kandela † (12 maggio 1951 - 7 marzo 1952 confermato arcieparca di Mosul dei Siri)
- Miguel Antonio Medina y Medina † (16 luglio 1952 - 23 marzo 1964 nominato vescovo di Montería)
- Kuriakose Kunnacherry † (9 dicembre 1967 - 5 maggio 1974 succeduto eparca di Kottayam)